# Mistrzostwa Świata w Łyżwiarstwie Szybkim w Wieloboju 1925
26. Mistrzostwa Świata w Łyżwiarstwie Szybkim w Wieloboju – odbyły się w dniach 21–22 lutego 1925 na Bislett Stadion w Oslo. Mistrzem świata został Fin Clas Thunberg.

## Zawodnicy
W zawodach wzięło udział 24 łyżwiarzy z 5 krajów (15 Norwegów, 6 Finów, 1 Austriak, 1 Niemiec i 1 Szwed). 2 zawodników nie zostało sklasyfikowanych.
| Państwa biorące udział w mistrzostwach | Państwa biorące udział w mistrzostwach | Państwa biorące udział w mistrzostwach | Państwa biorące udział w mistrzostwach | Państwa biorące udział w mistrzostwach |
| -------------------------------------- | -------------------------------------- | -------------------------------------- | -------------------------------------- | -------------------------------------- |
| Finlandia                              | Norwegia                               | Szwecja                                | Austria                                | Rzesza Niemiecka                       |

## Wyniki zawodów
| Miejsce | Łyżwiarz            | Państwo   | 500m       | 5000m        | 1500m        | 10000m        | Łącznie |
|         | Clas Thunberg       | Finlandia | 44,70 (1)  | 8.43,30 (1)  | 2.23,00 (1)  | 18.03,00 (2)  | 5       |
|         | Uuno Pietilä        | Finlandia | 46,90 (7)  | 8.46,70 (2)  | 2.29,40 (7)  | 18.01,50 (1)  | 17      |
|         | Roald Larsen        | Norwegia  | 46,00 (4)  | 8.47,20 (4)  | 2.29,10 (5)  | 18.30,80 (6)  | 18      |
| 4       | Sigurd Moen         | Norwegia  | 47,20 (11) | 8.47,10 (3)  | 2.28,40 (4)  | 18.21,30 (5)  | 22,5    |
| 5       | Ragnvald Olsen      | Norwegia  | 46,80 (6)  | 9.01,50 (8)  | 2.29,20 (6)  | 18.47,10 (10) | 29      |
| 6       | Harald Strøm        | Norwegia  | 46,90 (7)  | 9.05,70 (11) | 2.26,00 (2)  | 18.38,20 (8)  | 37      |
| 7       | Asser Wallenius     | Finlandia | 45,10 (2)  | 9.28,70 (22) | 2.26,00 (2)  | 18.53,00 (12) | 38      |
| 8       | Otto Polacsek       | Austria   | 48,30 (17) | 8.50,50 (5)  | 2.33,60 (15) | 18.13,10 (3)  | 40,5    |
| 9       | Armand Carlsen      | Norwegia  | 48,90 (21) | 8.53,00 (6)  | 2.32,20 (12) | 18.17,00 (4)  | 42      |
| 10      | Osman Dieseth       | Norwegia  | 47,20 (11) | 9.06,00 (12) | 2.31,60 (11) | 18.45,60 (9)  | 44      |
| 11      | Harald Halvorsen    | Norwegia  | 46,10 (5)  | 9.13,80 (15) | 2.30,00 (9)  | 19.13,20 (16) | 44      |
| 12      | Asbjørn Steffensen  | Norwegia  | 48,00 (15) | 9.06,00 (12) | 2.30,20 (10) | 18.50,40 (11) | 48      |
| 13      | Yrjö Päivinen       | Finlandia | 49,10 (23) | 8.57,30 (7)  | 2.32,90 (14) | 18.31,10 (7)  | 50      |
| 14      | Bernt Evensen       | Norwegia  | 46,90 (7)  | 9.17,10 (17) | 2.29,90 (8)  | 19.33,10 (20) | 52      |
| 15      | Fredrik Mikkelsen   | Norwegia  | 48,30 (17) | 9.05,50 (10) | 2.35,40 (16) | 18.56,90 (13) | 56,5    |
| 16      | Toivo Ovaska        | Finlandia | 45,80 (3)  | 9.11,60 (14) | 2.42,00 (24) | 19.26,70 (18) | 57      |
| 17      | Fridtjof Paulsen    | Norwegia  | 48,80 (20) | 9.03,60 (9)  | 2.35,80 (17) | 18.57,10 (14) | 59      |
| 18      | Carsten Christensen | Norwegia  | 47,00 (10) | 9.25,00 (18) | 2.32,40 (13) | 19.38,70 (21) | 62      |
| 19      | Vilo Kanerva        | Finlandia | 48,00 (15) | 9.17,00 (16) | 2.37,50 (20) | 18.59,40 (15) | 66,5    |
| 20      | Jacob Hansen        | Norwegia  | 47,50 (14) | 9.25,20 (19) | 2.36,40 (19) | 19.26,20 (17) | 69      |
| 21      | Rolv Ehrling Gihle  | Norwegia  | 47,40 (13) | 9.26,20 (20) | 2.36,30 (18) | 19.31,20 (19) | 70      |
| 22      | Erik Wingnér        | Szwecja   | 49,00 (22) | 9.27,60 (21) | 2.37,60 (21) | 19.41,00 (22) | 85      |

## Niesklasyfikowani
- Rzesza Niemiecka – Arthur Vollstedt (punktacja kolejno według biegów: 56,2 – 9.46,5 – 2.41,0 – –)
- Norwegia – Ernst Granström (punktacja kolejno według biegów: 48,7 – 9.52,6 – 2.38,6 – –)